# Быков, Юрий Михайлович
Юрий Михайлович Быков (1923—1945) — старший сержант Рабоче-крестьянской Красной Армии, участник Великой Отечественной войны, Герой Советского Союза (1944).

## Биография
Юрий Быков родился в 1923 году в кишлаке Каракуль (ныне — город в Бухарской области Узбекистана) в крестьянской семье. Получил неполное среднее образование. В 1941 году Быков был призван на службу в Рабоче-крестьянскую Красную Армию Марыйским районным военным комиссариатом. С июня 1941 года — на фронтах Великой Отечественной войны. В 1943 году Быков вступил в ВКП(б). К ноябрю 1943 года сержант Юрий Быков командовал пулемётным расчётом 691-го стрелкового полка 383-й стрелковой дивизии Отдельной Приморской армии. Отличился во время Керченско-Эльтигенской операции.
В ноябре 1943 года в ходе боёв за расширение плацдарма на Керченском полуострове в районе посёлка Аджимушкай (ныне — в черте Керчи) Быков, заменив выбывшего из строя командира взвода, первым поднялся в атаку и, установив пулемёт на возвышенности, подавил 10 вражеских огневых точек, открыв тем самым путь стрелкам. 20 ноября в ходе отражения очередной вражеской контратаки, оставшись один, пулемётным огнём уничтожил несколько десятков вражеских солдат и офицеров.
Указом Президиума Верховного Совета СССР от 16 мая 1944 года за «образцовое выполнение боевых заданий командования на фронте борьбы с немецкими захватчиками и проявленные при этом мужество и героизм» сержант Юрий Быков был удостоен высокого звания Героя Советского Союза с вручением ордена Ленина и медали «Золотая Звезда» за номером 2193.
11 мая 1945 года Быков умер в госпитале от отравления трофейным шнапсом. Похоронен на воинском кладбище в центре Франкфурта-на-Одере.
Был также награждён орденами Красного Знамени и Отечественной войны 1-й степени, а также рядом медалей. В честь Быкова названа улица в Каракуле и школа в Каракульском районе.